# Indische Cricket-Nationalmannschaft in Sri Lanka in der Saison 2008
Die Tour der indischen Cricket-Nationalmannschaft nach Sri Lanka in der Saison 2008 fand vom 18. Juli bis zum 29. August 2008 statt. Die internationale Cricket-Tour war Teil der internationalen Cricket-Saison 2008 und umfasste drei Tests und fünf ODIs. Sri Lanka gewann die Testserie 2-1, während Indien die ODI-Serie 3-2 gewann.

## Vorgeschichte
Beide Teams bestritten zuvor den Asia Cup 2008, bei dem sich Sri Lanka gegen Indien im Finale durchsetzen konnte. Die letzte Tour der beiden Mannschaften gegeneinander fand in der Saison 2006/07 in Indien statt.

## Stadien
Die folgenden Stadien wurden für die Tour als Austragungsort vorgesehen und am 24. März 2008 festgelegt.
| Stadion                                 | Stadt    | Kapazität | Spiele                 |
| --------------------------------------- | -------- | --------- | ---------------------- |
| Paikiasothy Saravanamuttu Stadium (PSS) | Colombo  | 15.000    | 3. Test                |
| R. Premadasa Stadium (PRS)              | Colombo  | 35.000    | 3. ODI; 4. ODI; 5. ODI |
| Sinhalese Sports Club Ground (SSC)      | Colombo  | 10.000    | 1. Test                |
| Rangiri Dambulla International Stadium  | Dambulla | 16.800    | 1. ODI; 2. ODI         |
| Galle International Stadium             | Galle    | 35.000    | 2. Test                |

## Kaderlisten
Indien benannte seinen Test-Kader am 8. Juli 2008.
Sri Lanka benannte seinen Test-Kader am 21. Juli und seinen ODI-Kader am 12. August 2008.
| Test | Test | ODI | ODI |
| Sri Lanka | Indien | Sri Lanka | Indien |
| --- | --- | --- | --- |
| - Mahela Jayawardene (K) - Tillakaratne Dilshan - Prasanna Jayawardene (wk) - Chamara Kapugedera - Nuwan Kulasekara - Ajantha Mendis - Muttiah Muralitharan - Dhammika Prasad - Thilan Samaraweera - Kumar Sangakkara - Chamara Silva - Thilan Thushara - Chaminda Vaas - Michael Vandort - Malinda Warnapura | - Anil Kumble (K) - Rahul Dravid - Gautam Gambhir - Sourav Ganguly - Harbhajan Singh - Dinesh Karthik (wk) - Zaheer Khan - VVS Laxman - Pragyan Ojha - Munaf Patel - Parthiv Patel (wk) - Virender Sehwag - Ishant Sharma - Rohit Sharma - RP Singh - Sachin Tendulkar | - Mahela Jayawardene (K) - Tillakaratne Dilshan - Dilhara Fernando - Sanath Jayasuriya - Chamara Kapugedera - Nuwan Kulasekara - Ajantha Mendis - Jehan Mubarak - Muttiah Muralitharan - Kumar Sangakkara (wk) - Chamara Silva - Thilan Thushara - Mahela Udawatte - Chaminda Vaas - Malinda Warnapura | - MS Dhoni (K, wk) - Subramaniam Badrinath - Gautam Gambhir - Harbhajan Singh - Zaheer Khan - Virat Kohli - Praveen Kumar - Pragyan Ojha - Munaf Patel - Parthiv Patel (wk) - Irfan Pathan - Suresh Raina - Rohit Sharma - RP Singh - Yuvraj Singh |

## Tour Matches
| 18. – 20. Juli Scorecard | Colombo (NCC) | Sri Lanka Board XI 224 (71.5) & 247-6d (55) | – | Indians 196-8d (49) & 129-2 (31) |
|                          |               | Remis                                       |   |                                  |

| 15. August Scorecard | Colombo (PSS) | Indians 342-5 (50)          | – | Sri Lankan XI 250-6 (50) |
|                      |               | Indians gewinnt mit 92 Runs |   |                          |

## Tests

### Erster Test in Colombo
| 23. – 26. Juli Scorecard | Colombo (SSC) | Sri Lanka 600-6d (162)                           | – | Indien 223 (72.5) & 138 (45) (f/o) |
|                          |               | Sri Lanka gewinnt mit einem Innings und 239 Runs |   |                                    |

### Zweiter Test in Galle
| 31. Juli – 3. August Scorecard | Galle | Indien 329 (82) & 269 (76.2) | – | Sri Lanka 292 (93.3) & 136 (47.3) |
|                                |       | Indien gewinnt mit 170 Runs  |   |                                   |

### Dritter Test in Colombo
| 8. – 11. August Scorecard | Colombo (PSS) | Indien 249 (80) & 268 (87.5)    | – | Sri Lanka 396 (134.2) & 123-2 (33.1) |
|                           |               | Sri Lanka gewinnt mit 8 Wickets |   |                                      |

## One-Day Internationals

### Erstes ODI in Dambulla
| 18. August Scorecard | Dambulla | Indien 146 (46)                 | – | Sri Lanka 147-2 (34.5) |
|                      |          | Sri Lanka gewinnt mit 8 Wickets |   |                        |

### Zweites ODI in Dambulla
| 20. August Scorecard | Dambulla | Sri Lanka 142 (38.3)         | – | Indien 143-7 (39.4) |
|                      |          | Indien gewinnt mit 3 Wickets |   |                     |

### Drittes ODI in Colombo
| 24. August Scorecard | Colombo (RPS) | Indien 237-9 (50)          | – | Sri Lanka 204 (49) |
|                      |               | Indien gewinnt mit 33 Runs |   |                    |

### Viertes ODI in Colombo
| 27. August Scorecard | Colombo (RPS) | Indien 258 (49.4)          | – | Sri Lanka 212 (46.3) |
|                      |               | Indien gewinnt mit 46 Runs |   |                      |

Mit diesem Sieg gelang Indien der erste ODI-Serien Sieg in Sri Lanka.

### Fünftes ODI in Colombo
| 29. August Scorecard | Colombo (RPS) | Sri Lanka 227-6 (50)                        | – | Indien 103 (26.3) |
|                      |               | Sri Lanka gewinnt mit 112 Runs (D/L method) |   |                   |

## Statistiken
Die folgenden Cricketstatistiken wurden bei dieser Tour erzielt.
| Tests                | Tests      | Tests   | Tests   | Tests   | Tests   | Tests   | Tests   | Tests   |
| Batting              | Batting    | Batting | Batting | Batting | Batting | Batting | Batting | Batting |
| Spieler              | Mannschaft | Spiele  | Innings | Runs    | Average | HS      | 100s    | 50s     |
| -------------------- | ---------- | ------- | ------- | ------- | ------- | ------- | ------- | ------- |
| Virender Sehwag      | Indien     | 3       | 6       | 344     | 68,80   | 201*    | 1       | 1       |
| Gautam Gambhir       | Indien     | 3       | 6       | 310     | 51,66   | 74      | 0       | 3       |
| Mahela Jayawardene   | Sri Lanka  | 3       | 5       | 279     | 69,75   | 136     | 1       | 2       |
| Thilan Samaraweera   | Sri Lanka  | 3       | 4       | 243     | 81,00   | 127     | 1       | 1       |
| Malinda Warnapura    | Sri Lanka  | 3       | 5       | 243     | 60,75   | 115     | 1       | 2       |
| Bowling              |            |         |         |         |         |         |         |         |
| Spieler              | Mannschaft | Spiele  | Overs   | Wickets | Average | BBI     | 5W      | 10W     |
| Ajantha Mendis       | Sri Lanka  | 3       | 163.1   | 26      | 18,38   | 6/117   | 2       | 1       |
| Muttiah Muralitharan | Sri Lanka  | 3       | 160.5   | 21      | 22,23   | 6/26    | 2       | 1       |
| Harbhajan Singh      | Indien     | 3       | 152     | 16      | 28,12   | 6/102   | 1       | 1       |
| Zaheer Khan          | Indien     | 3       | 92      | 8       | 44,00   | 3/105   | 0       | 0       |
| Anil Kumble          | Indien     | 3       | 134.5   | 8       | 50,00   | 3/81    | 0       | 0       |

| ODIs               | ODIs       | ODIs    | ODIs    | ODIs    | ODIs    | ODIs    | ODIs    | ODIs    |
| Batting            | Batting    | Batting | Batting | Batting | Batting | Batting | Batting | Batting |
| Spieler            | Mannschaft | Spiele  | Innings | Runs    | Average | HS      | 100s    | 50s     |
| ------------------ | ---------- | ------- | ------- | ------- | ------- | ------- | ------- | ------- |
| MS Dhoni           | Indien     | 5       | 5       | 193     | 38,60   | 76      | 0       | 2       |
| Mahela Jayawardene | Sri Lanka  | 5       | 5       | 185     | 46,25   | 94      | 0       | 2       |
| Thilan Thushara    | Sri Lanka  | 5       | 4       | 168     | 56,00   | 54*     | 0       | 1       |
| Virat Kohli        | Indien     | 5       | 5       | 159     | 31,80   | 54      | 0       | 1       |
| Suresh Raina       | Indien     | 5       | 5       | 157     | 31,40   | 76      | 0       | 2       |
| Bowling            |            |         |         |         |         |         |         |         |
| Spieler            | Mannschaft | Spiele  | Overs   | Wickets | Average | BBI     | 5W      | 10W     |
| Ajantha Mendis     | Sri Lanka  | 5       | 43.3    | 13      | 11,69   | 4/10    | 0       | 0       |
| Nuwan Kulasekara   | Sri Lanka  | 5       | 40      | 11      | 14,45   | 4/40    | 0       | 0       |
| Thilan Thushara    | Sri Lanka  | 5       | 36.4    | 10      | 15,90   | 5/47    | 1       | 0       |
| Zaheer Khan        | Indien     | 5       | 46.2    | 9       | 16,00   | 4/21    | 0       | 0       |
| Munaf Patel        | Indien     | 5       | 41      | 7       | 23,71   | 3/42    | 0       | 0       |

## Player of the Series
Als Player of the Series wurden die folgenden Spieler ausgezeichnet.
| Serie | Player of the Series |
| ----- | -------------------- |
| Test  | Ajantha Mendis       |
| ODI   | MS Dhoni             |

### Player of the Match
Als Player of the Match wurden die folgenden Spieler ausgezeichnet.
| Spiel   | Player of the Match  |
| ------- | -------------------- |
| 1. Test | Muttiah Muralitharan |
| 2. Test | Virender Sehwag      |
| 3. Test | Kumar Sangakkara     |
| 1. ODI  | Ajantha Mendis       |
| 2. ODI  | Zaheer Khan          |
| 3. ODI  | MS Dhoni             |
| 4. ODI  | Suresh Raina         |
| 5. ODI  | Nuwan Kulasekara     |